# Mirosława Pabijasz
Mirosława Sidorowicz, coniugata Pabijasz (Wodzisław Śląski, 16 settembre 1964), è un'ex cestista polacca.

## Carriera
Con la Polonia ha disputato i Campionati europei del 1987.